# Control Pedro
Control Pedro is een humoristisch panelprogramma op Play4 van productiehuis Woestijnvis, gepresenteerd door Pedro Elias. Het eerste seizoen werd uitgezonden in 2017. In 2018 en 2019 volgden er een tweede en een derde seizoen.

## Concept
In dit programma schuimt Pedro Elias het wereldwijd web af op zoek naar grappige, markante en verrassende filmpjes, apps en andere internetfenomenen. Hij wordt daarin elke week bijgestaan door vier bekende 'internauten'.
Pedro Elias Senior, de vader van Pedro Elias, was ook een vaste gast in het programma. Daarbij deed hij elke week alsof hij nog nooit gehoord had van de bekende gasten, wat voor Pedro Elias dan weer aanleiding was om zijn gasten op ludieke wijze voor te stellen. In het eerste seizoen zat hij wekelijks op de eerste rij in het publiek, in de daaropvolgende seizoenen was hij regelmatig te zien als hologram.

## Afleveringen

### Seizoen 1
| Afl. | Uitzenddatum  | Panelleden                                                                                 | Kijkcijfers |
| ---- | ------------- | ------------------------------------------------------------------------------------------ | ----------- |
| 1    | 20 april 2017 | Erik Van Looy, Joy Anna Thielemans, Jonas Geirnaert, Faisal Chatar                         | Onbekend    |
| 2    | 27 april 2017 | Tom Waes, Frances Lefebure, Rik Verheye, Bart Cannaerts                                    | 241.816     |
| 3    | 4 mei 2017    | Tomas De Soete, Martin Heylen, Siska Schoeters, Jelle De Beule                             | Onbekend    |
| 4    | 11 mei 2017   | Lukas Lelie , Eva De Roo, Gilles Van Bouwel, Otto-Jan Ham                                  | 231.257     |
| 5    | 18 mei 2017   | Adriaan Van den Hoof, Kat Kerkhofs, Eline De Munck, Sven De Leijer                         | 214.515     |
| 6    | 25 mei 2017   | Jeroom Snelders, Jan Dierickxsens, Frances Lefebure (2), Jelle De Beule (2)                | 178.552     |
| 7    | 1 juni 2017   | Jan Jaap van der Wal, Herman Brusselmans, Lynn Van Royen, Rik Verheye (2), Lukas Lelie (2) | 201.081     |
| 8    | 8 juni 2017   | Jonas Geirnaert (2), Bent Van Looy, Sofie Lemaire, Thomas Smith                            | 164.671     |
| 9    | 15 juni 2017  | compilatieaflevering                                                                       | 183.499     |

### Seizoen 2
| Afl. | Uitzenddatum     | Panelleden                                                                  | Kijkcijfers |
| ---- | ---------------- | --------------------------------------------------------------------------- | ----------- |
| 1    | 12 februari 2018 | James Cooke, Julie Van den Steen, Jonas Geirnaert (3), Erik Van Looy (2)    | 199.930     |
| 2    | 19 februari 2018 | Jelle De Beule (3), Ian Thomas, Cath Luyten, Jens Dendoncker                | 234.954     |
| 3    | 26 februari 2018 | Bart Cannaerts (2), Marie Verhulst, Evi Hanssen, Rik Verheye (3)            | 301.794     |
| 4    | 5 maart 2018     | Jonas Geirnaert (4), Lize Feryn, Thibault Christiaensen, Jelle De Beule (4) | 308.017     |
| 5    | 12 maart 2018    | Jeroom Snelders (2), Dina Tersago, Rik Verheye (4), Lieven Scheire          | 264.552     |
| 6    | 19 maart 2018    | Lukas Lelie (3), Frances Lefebure (3), Nico Sturm, Bart Cannaerts (3)       | 295.543     |
| 7    | 26 maart 2018    | Jeroom Snelders (3), Bent Van Looy (2), Gert Verhulst, Jens Dendoncker (2)  | 252.868     |
| 8    | 2 april 2018     | Bill Barberis, Tine Embrechts, Sarah Vandeursen, Jelle De Beule (5)         | 246.353     |
| 9    | 9 april 2018     | compilatieaflevering                                                        | 186.669     |

### Seizoen 3
| Afl. | Uitzenddatum     | Panelleden                                                                  | Kijkcijfers |
| ---- | ---------------- | --------------------------------------------------------------------------- | ----------- |
| 1    | 21 februari 2019 | Jelle De Beule (6), Evi Hanssen (2), Gert Verhulst (2), Lieven Scheire (2)  | 253.861     |
| 2    | 28 februari 2019 | Jonas Geirnaert (5), Kat Kerkhofs (2), Lukas Lelie (4), Tom Lenaerts        | 216.390     |
| 3    | 7 maart 2019     | Jelle De Beule (7), Sofie Lemaire (2), Jeroen Meus, Rik Verheye (5)         | 285.252     |
| 4    | 14 maart 2019    | Jens Dendoncker (3), Ian Thomas (2), Barbara Sarafian, Sven De Leijer (2)   | 201.770     |
| 5    | 21 maart 2019    | Jeroom Snelders (4), Tinne Oltmans, Bent Van Looy (3), Rik Verheye (6)      | Onbekend    |
| 6    | 28 maart 2019    | Gunther Lamoot, Sieg De Doncker, Nora Gharib, Bart Cannaerts (4)            | 240.313     |
| 7    | 4 april 2019     | Erik Van Looy (3), Frances Lefebure (4), Nico Sturm (2), Jelle De Beule (8) | 197.433     |
| 8    | 11 april 2019    | Jonas Geirnaert (6), Cath Luyten (2), Bockie De Repper, Jeroom Snelders (5) | 209.395     |
| 9    | 18 april 2019    | compilatieaflevering                                                        | 188.270     |

(2) De kandidaat neemt voor de 2de keer deel.
(3) De kandidaat neemt voor de 3de keer deel.
(4) De kandidaat neemt voor de 4de keer deel.
(5) De kandidaat neemt voor de 5de keer deel.
(6) De kandidaat neemt voor de 6de keer deel.
(7) De kandidaat neemt voor de 7de keer deel.
(8) De kandidaat neemt voor de 8ste keer deel.

## Trivia
- In 2018 werd Control Pedro genomineerd voor een International Format Award in de categorie Best Multi-Platform Format.[3]
- Naast de vele ludieke onderwerpen werd er regelmatig ook gewaarschuwd voor de gevaren van het internet. Zo werd bijvoorbeeld in seizoen 2 de webcam van Cath Luyten gehackt[4] en in seizoen 3 werd de bankrekening van Evi Hanssen gekraakt.[5]